# Said Ghandi
Said Ghandi (in arabo سعيد غاندي‎?; Casablanca, 1946) è un ex calciatore marocchino, di ruolo centrocampista.

## Carriera
Partecipò con la nazionale del Marocco  al mondiale 1970, giocò inoltre per il Raja Casablanca.